# بی‌کوی (احسانیه)
بی‌کوی (به ترکی استانبولی: Beyköy) یک منطقهٔ مسکونی در ترکیه است که در احسانیه واقع شده‌است.